# Herräng
Herräng est une localité de Suède dans la commune de Norrtälje située dans le comté de Stockholm.
Sa population était de 377 habitants en 2019.

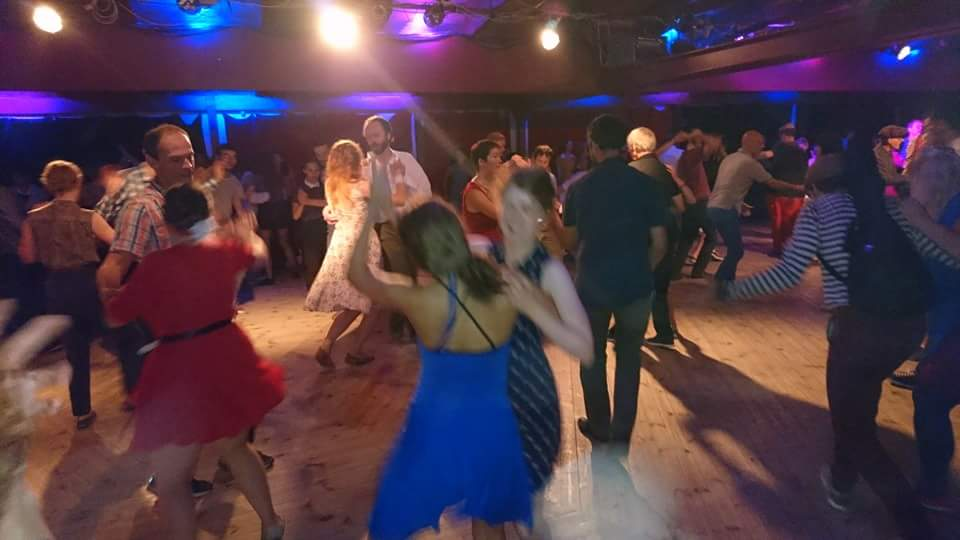
Herräng Dance Camp 2016

Depuis 1982, la ville accueille le Herräng dance camp (en), un festival autour du lindy hop, du boogie woogie, des claquettes, et du balboa,. Le festival a lieu chaque été, pendant 3 semaines au mois de juillet.